# Liacarus dickersoni
Liacarus dickersoni är en kvalsterart som först beskrevs av Moraza 1990.  Liacarus dickersoni ingår i släktet Liacarus och familjen Liacaridae. Inga underarter finns listade i Catalogue of Life.